# ریزدم‌ها
ریزدم‌ها (نام علمی: Microcerculus) نام یک سرده از تیره الیکایی است.